# Sunbury (Karolina Północna)
Sunbury – jednostka osadnicza w Stanach Zjednoczonych, w stanie Karolina Północna, w hrabstwie Gates.